# The 1996 DEP Sessions
The 1996 DEP Sessions è il secondo disco solista di Tony Iommi, uscito a quattro anni di distanza dal precedente.

## Il Disco
La lavorazione è stata travagliata: infatti venne registrato nel 1996 con Glenn Hughes alla voce e al basso, Don Airey alle tastiere e Dave Holland alla batteria. Inspiegabilmente Iommi decise di non pubblicarlo, ma circolò comunque in copia pirata con il titolo di Eighth Star (titolo giocato sul fatto che la precedente collaborazione tra Iommi e Hughes aveva il titolo di Seventh Star). Nel 2004 finalmente il nastro vide la luce, anche se le parti di batteria vennero completamente ri-registrate da Jimmy Copley.
Time is the Healer non faceva parte del lotto del 1996, ma stando alle note del disco dovrebbe essere stata registrata all'epoca. Gone venne utilizzata già nel 2000 da Hughes per il suo album Return of Cristal Karma.

Il titolo deriva da uno dei tre studi utilizzati per la registrazione, i DEP Studios.

Alle tastiere si avvicendano Don Airey, Geoff Nicholls (vecchio collaboratore di Iommi da Heaven and Hell) e Mike Exeter (anche ingegnere del suono e addetto al missaggio).

## Tracce
1. Gone
2. From Another World
3. Don't You Tell Me
4. Don't Drag the River
5. Fine
6. Time is the Healer
7. I'm Not the Same Man
8. It Falls Through Me

- Canzoni composte da Iommi/Hughes.

## Formazione
- Glenn Hughes - voce, basso
- Tony Iommi - chitarra
- Don Airey – tastiere
- Geoff Nicholls - tastiere
- Mike Exeter - tastiere
- Jimmy Copley - batteria